# North Eastern Hockey League (2003-2008)
La North Eastern Hockey League (NEHL) est une ancienne ligue professionnelle de hockey sur glace de niveau bas composée de 4 équipes domiciliées au Canada et dans le nord des États-Unis. Elle fut créée par un homme d'affaires, Jim Cashman, qui servit à titre de président de la ligue ainsi qu'à titre d'entraîneur et de capitaine de l'édition 2003-04 des IceCats de York.
C'est aussi le nom d'une ancienne ligue rassemblant cinq franchises qui a existé pendant une unique saison (1978-1979) avant de devenir l'Eastern Hockey League.